# Terapia di Bowen
La terapia di Bowen è un trattamento  della medicina alternativa, ideata in Australia ad opera di Tom Bowen (1916-1982), e priva di riscontri scientifici o clinici.
Consiste in un trattamento manuale dell'organismo, nell'ambito di una cosiddetta "visione olistica", e basata sulla pressione delle dita sui tessuti muscolari.
Il trattamento prevede delle sequenze di manipolazioni digitali leggere su presunti "punti chiave" dei muscoli, tendini e legamenti. 
Non sono disponibili prove scientifiche o cliniche che attestino la reale efficacia del metodo.